# Монсо (станция метро)
Монсо (фр. Monceau) — станция Линии 2 Парижского метрополитена. Расположена на границе VIII и XVII округов, с выходами к одноимённому парку, по которому и была названа. Открыта в 1902 году. В 2016 году станция принимала участие в первоапрельской акции, в ходе которой она на один день сменила название на «Ма пелль» (фр. Ma pelle).
Пассажиропоток по станции по входу в 2011 году, по данным RATP, составил 1 605 664 человек. В 2013 году этот показатель вырос до 1 654 418 пассажиров (269 место по уровню входного пассажиропотока в Парижском метро)

## Конструкция и оформление
Станция сооружена по типовому парижскому проекту 1900—1952 годов: односводчатая станция мелкого заложения с боковыми платформами. Путевые стены отделаны кафельной плиткой белого цвета, в верхней части свода закреплены ряды светильников карнизного типа.